# Grand Prix van Macau

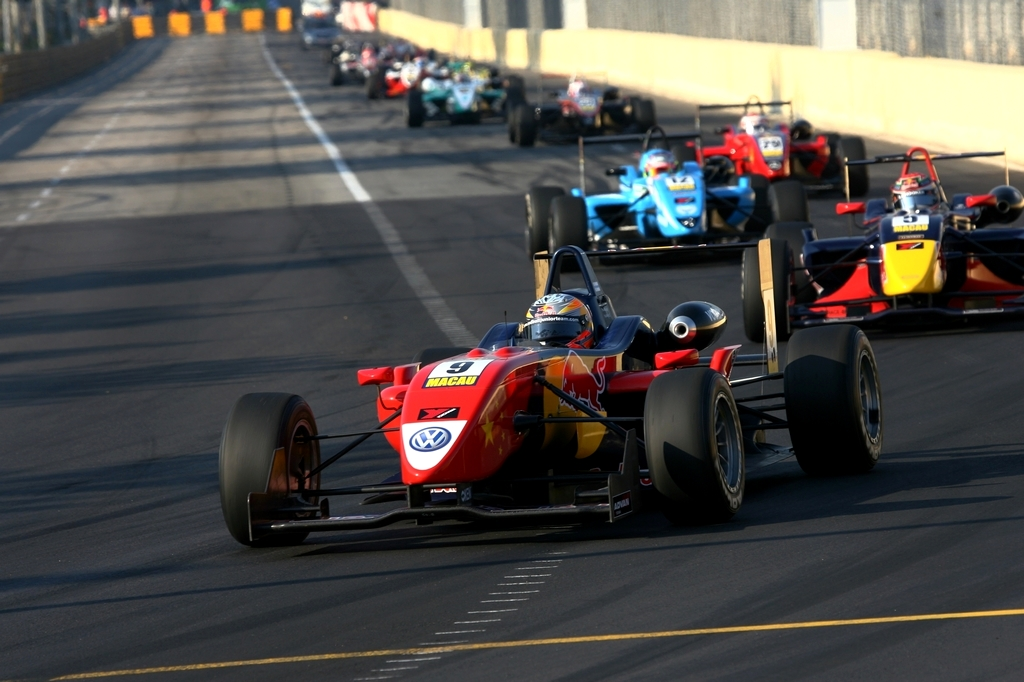
De Macau Formule 3 race in 2008

De Grand Prix van Macau is een auto- en motorsportevenement dat jaarlijks in november gehouden wordt op een stratencircuit in Macau. De drie belangrijkste wedstrijden zijn de prestigieuze "Grand Prix Formule 3 van Macau", de toerwagenrace "Macau Guia" en de "Grand Prix van Macau voor motorfietsen".

## Wedstrijden

### Grand Prix Formule 3 van Macau
De Grand Prix van Macau werd voor het eerst gehouden in 1954. Vanaf 1983 werd de race een Formule 3 wedstrijd, waar coureurs aan deelnemen die actief zijn in de verschillende nationale formule 3-kampioenschappen. De eerste formule 3 race werd gewonnen door Ayrton Senna. Andere rijders die de race wonnen en later Formule 1-coureur werden zijn onder meer Riccardo Patrese, Roberto Moreno, Michael Schumacher, Ralf Schumacher, David Coulthard en Takuma Sato. De winnaar van de wedstrijd ontvangt de "FIA Intercontinental Cup".

### De Macau Guia
Vanaf 1972 wordt er tijdens het event de Macau Guia gehouden, een race voor toerwagens. Nederlands coureur Patrick Huisman won de wedstrijd in 2000 in deze raceklasse. Zijn broer Duncan won de race tussen 2001 en 2003 drie keer op rij. Vanaf 2005 staat de race, gereden over twee manches op de kalender van het World Touring Car Championship. Dat jaar won Duncan Huisman de race voor de vierde keer in zijn carrière.

### Grand Prix van Macau voor motorfietsen
De eerste race voor motorfietsen werd gehouden in 1967. Belgisch coureur Didier de Radiguès won de race in 1991.

## Winnaars
Winnaars van de Grand Prix van Macau en de Grand Prix Formule 3 van Macau vanaf 1983. Tussen 2020 en 2022 werd de race onder Formule 4-reglementen gehouden.
| Jaar | Winnaar                | Auto                         |
| ---- | ---------------------- | ---------------------------- |
| 1954 | Eduardo de Carvalho    | Triumph TR2                  |
| 1955 | Robert Ritchie         | Austin-Healey 100            |
| 1956 | Doug Steane            | Mercedes-Benz 190 SL         |
| 1957 | Arthur Pateman         | Mercedes-Benz 300SL          |
| 1958 | Chan Lye Choun         | Aston Martin DB3S            |
| 1959 | Ron Hardwick           | Jaguar XK-SS                 |
| 1960 | Martin Redfern         | Jaguar XK-SS                 |
| 1961 | Peter Heath            | Lotus 15-Climax              |
| 1962 | Arsenio Laurel         | Lotus 22-Ford                |
| 1963 | Arsenio Laurel         | Lotus 22-Ford                |
| 1964 | Albert Poon            | Lotus 23-Ford                |
| 1965 | John MacDonald         | Lotus 18-Ford                |
| 1966 | Mauro Bianchi          | Renault Alpine T66           |
| 1967 | Tony Maw               | Lotus 20B-Ford               |
| 1968 | Jan Bussell            | McLaren M4C                  |
| 1969 | Kevin Bartlett         | Mildren-Waggott              |
| 1970 | Dieter Quester         | BMW F270                     |
| 1971 | Jan Bussell            | McLaren M4C                  |
| 1972 | John MacDonald         | Brabham BT36                 |
| 1973 | John MacDonald         | Brabham BT40                 |
| 1974 | Vern Schuppan          | March 72B-Ford               |
| 1975 | John MacDonald         | Ralt RT1-Ford                |
| 1976 | Vern Schuppan          | Ralt RT1-Ford                |
| 1977 | Riccardo Patrese       | Chevron B40-Ford             |
| 1978 | Riccardo Patrese       | Chevron B42-Ford             |
| 1979 | Geoff Lees             | Ralt RT1-Ford                |
| 1980 | Geoff Lees             | Ralt RT1-Ford                |
| 1981 | Bob Earl               | Hayashi 200P-Toyota          |
| 1982 | Roberto Moreno         | Ralt RT4-Ford                |
| 1983 | Ayrton Senna           | Ralt RT3-Toyota              |
| 1984 | John Nielsen           | Ralt RT3-Volkswagen          |
| 1985 | Maurício Gugelmin      | Ralt RT30-Volkswagen         |
| 1986 | Andy Wallace           | Reynard 863-Volkswagen       |
| 1987 | Martin Donnelly        | Ralt RT31-Toyota             |
| 1988 | Enrico Bertaggia       | Dallara 388-Alfa Romeo       |
| 1989 | David Brabham          | Ralt RT33-Volkswagen         |
| 1990 | Michael Schumacher     | Reynard 903-Volkswagen       |
| 1991 | David Coulthard        | Ralt RT35-Honda/Mugen        |
| 1992 | Rickard Rydell         | TOM'S 032F-Toyota            |
| 1993 | Jörg Müller            | Dallara 393-Fiat/Novamotor   |
| 1994 | Sascha Maassen         | Dallara F394-Opel            |
| 1995 | Ralf Schumacher        | Dallara F394-Opel            |
| 1996 | Ralph Firman           | Dallara F396-Honda/Mugen-NBE |
| 1997 | Soheil Ayari           | Dallara F396-Opel            |
| 1998 | Peter Dumbreck         | Dallara F398-Toyota          |
| 1999 | Darren Manning         | Dallara F399-Toyota          |
| 2000 | André Couto            | Dallara F399-Opel            |
| 2001 | Takuma Sato            | Dallara F301-Honda/Mugen-NBE |
| 2002 | Lewis Hamilton         | Dallara F302-Renault/Sodemo  |
| 2003 | Nicolas Lapierre       | Dallara F302-Renault/Sodemo  |
| 2004 | Alexandre Prémat       | Dallara F304-Mercedes        |
| 2005 | Lucas di Grassi        | Dallara F304-Mercedes        |
| 2006 | Mike Conway            | Dallara F306-Mercedes        |
| 2007 | Oliver Jarvis          | Dallara F307-Toyota          |
| 2008 | Keisuke Kunimoto       | Dallara F308-Toyota          |
| 2009 | Edoardo Mortara        | Dallara F308-Volkswagen      |
| 2010 | Edoardo Mortara        | Dallara F308-Volkswagen      |
| 2011 | Daniel Juncadella      | Dallara F308-Mercedes        |
| 2012 | António Félix da Costa | Dallara F312-Volkswagen      |
| 2013 | Alex Lynn              | Dallara F312-Mercedes        |
| 2014 | Felix Rosenqvist       | Dallara F312-Mercedes        |
| 2015 | Felix Rosenqvist       | Dallara F312-Mercedes        |
| 2016 | António Félix da Costa | Dallara F312-Volkswagen      |
| 2017 | Lando Norris           | Dallara F317-Volkswagen      |
| 2018 | Dan Ticktum            | Dallara F317-Volkswagen      |
| 2019 | Richard Verschoor      | Dallara F3 2019-Mecachrome   |
| 2020 | Charles Leong          | Mygale-SARL M14-F4           |
| 2021 | Charles Leong          | Mygale-SARL M14-F4           |
| 2022 | Andy Chang             | Mygale-SARL M14-F4           |
| 2023 | Luke Browning          | Dallara F3 2019-Mecachrome   |
| 2024 | Ugo Ugochukwu          | Tatuus T-318-Alfa Romeo      |